# La Liga de 1929
A Primeira Divisão Espanhola de 1929 foi a 1ª edição da Primeira Divisão Espanhola. O Barcelona venceu esta edição.

## Tabela classificativa
| #  | Equipa             | Pts | J  | V  | E | D  | GM | GS | DG  |
| -- | ------------------ | --- | -- | -- | - | -- | -- | -- | --- |
| 1  | FC Barcelona       | 25  | 18 | 11 | 3 | 4  | 37 | 23 | +14 |
| 2  | Real Madrid        | 23  | 18 | 11 | 1 | 6  | 40 | 27 | +13 |
| 3  | Athletic Bilbao    | 20  | 18 | 8  | 4 | 6  | 43 | 33 | +10 |
| 4  | Real Sociedad      | 20  | 18 | 8  | 4 | 6  | 46 | 41 | +5  |
| 5  | Arenas Club        | 19  | 18 | 8  | 3 | 7  | 32 | 39 | –7  |
| 6  | Athletic de Madrid | 18  | 18 | 8  | 2 | 8  | 43 | 41 | +2  |
| 7  | RCD Español        | 18  | 18 | 7  | 4 | 7  | 32 | 38 | –6  |
| 8  | CD Europa          | 16  | 18 | 6  | 4 | 8  | 45 | 49 | –4  |
| 9  | Real Unión de Irún | 12  | 18 | 5  | 2 | 11 | 40 | 42 | –2  |
| 10 | Real Santander *   | 9   | 18 | 3  | 3 | 12 | 25 | 50 | –25 |

Legenda:
- * – play-off despromoção.

## Play-off despromoção
O Real Santander defrontou o Sevilla, campeão da segunda divisão de 1929, para um play-off de duas mãos. O Real Santander conseguiu manter-se na Primeira Divisão após um agregado de 3 a 2.
|  | Sevilla | 2 – 1 | Real Santander |  |
|  |         |       |                |  |

|  | Real Santander | 2 – 0 | Sevilla |  |
|  |                |       |         |  |